# تيم روبنسون (حكم)
تيم روبنسون هو حكم كرة قدم إنجليزي. تمت ترقيته إلى الدرجة الأولى لموسم 2023–24.
في 14 ديسمبر 2019 ، أدار روبنسون أول مباراة له في الدوري الإنجليزي الممتاز،  التي انتهت بفوز 1–0 ل بيرنلي ضد نيوكاسل يونايتد.